# Kal-L

Emblema familiar de la Casa de El

Kal-L o Kal-EL conocido como Superman de Tierra-2 es una versión alternativa del superhéroe ficticio Superman, que aparece en los cómics estadounidenses publicados por DC Comics. El personaje se introdujo después de que DC Comics creara Tierra-2, un mundo paralelo que se estableció retroactivamente como el hogar de personajes cuyas aventuras se habían publicado en la Edad de oro de las historietas. Esto permitió a los creadores publicar libros de cómics de Superman que tienen lugar en la continuidad actual y poder ignorar las historias de la Edad de Oro, resolviendo una incongruencia, ya que Superman se había publicado como una única encarnación en curso desde su inicio. El personaje apareció por primera vez en Justice League of America vol. 1 # 73 (agosto de 1969).

## Etapa pre-Crisis
Este personaje también conocido como el Superman de la era dorada, en teoría apareció por primera vez en Action Comics N.º 1, aunque como tal fue creado en Justice League of America N.º 73 junto a otras versiones de los héroes más populares de la DC Comics que estaban basados en los cómics de los años 30 y 40, esta creación se debió a que en el cómic Flash N.º 123 se dio a conocer la Tierra 2 (la cual daría origen al multiverso), donde los héroes de la era de oro vivían y ya que Superman había tenido muchas aventuras en esos años se debió crear esta versión, dado que Superman nunca dejó de publicarse, al contrario de héroes como Flash, y a que no hay diferencias claras entre las dos versiones, no siempre esta claro cuales aventuras corresponden a qué Superman.
El nombre real del Superman de tierra 2 era Kal-L hijo de Jor-El y Lara, su padre lo envió en un cohete a la Tierra para salvarlo de la explosión del planeta Krypton, el bebé fue encontrado por Jonathan y Martha Kent quienes le dieron el nombre de Clark Kent, aunque pensaron llevarlo a un orfanato finalmente lo adoptaron, tiempo después, Clark Kent vivió con ellos en Smallville hasta que ambos murieron, entonces decidió mudarse a Metrópolis donde buscó empleo en el diario Daily Star, cuando este le fue negado Clark Kent decidió probar sus capacidades como reportero, siguiendo la historia de Evelyn Curry condenada a muerte por un asesinato. Kent descubrió que esta mujer era inocente y en su identidad de Superman atrapó a la verdadera culpable, salvando la vida de Evelyn; esto le dio fama nacional como Superman y al entregar la historia fue aceptado como reportero en el Daily Star.
También llegó a la tierra una chica llamada Kara Zor-L pues el padre de ella (Zor-L) tras de Kal-L, ya establecida cambió su nombre a Power Girl.
El Superman de tierra 2 ayudó a fundar la Sociedad de la Justicia de América de la cual fue un miembro honorario. Clark Kent se casó con la Lois Lane de tierra 2, quien durante su luna de miel sospechó que Clark Kent era Superman, para confirmarlo trató de cortarle el pelo, cuando las tijeras se rompieron se dio cuenta de la verdadera identidad de su esposo y aunque lo dudo por un momento finalmente se dio cuenta de que lo amaba y renovaron sus votos matrimoniales. Clark Kent también se convirtió en el redactor jefe del Daily Star ganándole el puesto al Perry White de tierra 2.

### Crisis en Tierras Infinitas
Durante la Crisis en las tierras infinitas el Superman de Tierra 2 se convirtió en uno de los protagonistas, durante un intento de evitar que Antimonitor destruyera el multiverso. Él y muchos otros héroes viajaron al inicio del tiempo, allí la batalla provocó un cambio en la continuidad espacio/temporal/dimensional del universo y en vez de un multiverso solo existió uno, toda la historia del Superman original nunca ocurrió en este nuevo universo y la única razón por la que él sobrevivió fue porque se encontraba en el inicio del tiempo cuando el cambio ocurrió. Durante la batalla final contra Antimonitor, Superman se quedó en el universo de anti-materia para asegurar que este villano muriera, ahí Alexander Luthor, único sobreviviente de tierra 3, reveló que le había salvado la vida a la Lois Lane de tierra 2 y sabiendo que nunca podrían regresar al universo normal los 3 junto al Superboy de Tierra-Prima se transportaron a otra paradisíaca dimensión donde podrían pasar tranquilamente el resto de la eternidad.

## Etapa post-Crisis
En el nuevo universo algunas de las aventuras del personaje le ocurrieron al Superman que existe actualmente, y las que no encajaron en la continuidad de este simplemente no ocurrieron.

### Crisis Infinita
Supuestamente Kal-L y sus compañeros nunca podrían salir del universo al que entraron pues esto implicaría la destrucción de toda la creación, sin embargo en la miniserie Crisis Infinita se reveló que el Superman de  tierra-2 ya no veía a esa otra dimensión como un paraíso, sino como una prisión y que estaba ansioso por regresar al verdadero universo, aunque en esa ocasión decidió quedarse por más tiempo encontró una "puerta" por donde podrá regresar al universo DC cuando lo desee.

## En otros medios

### Televisión
- En la Liga de la Justicia episodio "Leyendas", los equipos de la Liga al día con el gremio de la Justicia de América, un equipo de superhéroes que es un análogo de la Sociedad de la Justicia de América. El miembro de la Asociación Judicial Tom Turbine está representado como una amalgama de Kal-L y el átomo de la Edad de Oro, Al Pratt.[1]
- Se desarrolla una serie limitada de televisión de Val-Zod para HBO Max, ambientada en el Universo extendido de DC, con Michael B. Jordan produciendola.[2]

### Videojuegos
- Aunque no es el personaje principal, Kal-L aparece específicamente en los videojuegos Justice League Heroes y Superman Returns como un traje alternativo para Superman completo con cabello blanco en la línea del cabello.
- El Black Lantern Kal-L aparece como una piel alternativa en Injustice: Dioses entre nosotros.